# Everaldo (ur. 1963)
Everaldo Aparecido Rogério (ur. 25 kwietnia 1963 w Campinas) – piłkarz brazylijski występujący podczas kariery na pozycji obrońcy.

## Kariera klubowa
Karierę piłkarską Everaldo rozpoczął w klubie Guarani FC w 1983. W latach 1985–1987 występował w Avaí FC. W 1988 występował w Coritibie. W lidze brazylijskiej zadebiutował 11 września 1988 w zremisowanym 0-0 meczu z Goiás EC. Również w Coritibie 1 grudnia 1988 w zremisowanym 0-0 meczu z Santa Cruz Recife Everaldo wystąpił po raz ostatni w lidze. W późniejszych latach występował m.in. w Joinville i Figueirense FC.

## Kariera reprezentacyjna
Everaldo występował w olimpijskiej reprezentacji Brazylii. W 1983 uczestniczył w Igrzyskach Panamerykańskich, na których Brazylia zdobyła brązowy medal. Na turnieju w Caracas wystąpił we wszystkich trzech meczach z Argentyną, Meksykiem i Urugwajem.